# Mirosław Graf
Mirosław Graf född 5 juni 1959, är en polsk tidigare backhoppare, Han uppfann den nuvarande hoppstilen (V-stil).